# 木島隆一
木島 隆一（きじま りゅういち、1985年〈昭和60年〉3月29日 - ）は、日本の男性声優。北海道帯広市出身。マウスプロモーション所属。

## 来歴・人物

### 来歴
江陵高等学校、札幌デザイナー学院アニメ・マンガ学科卒業。
子供の頃に音楽の授業で人前で歌を発表して褒められたこと、人前で声を出したりするのが好きだったことを声優の業界を目指したきっかけに挙げている。
小さいころからアニメが好きで、アニメ業界に関わりたいとは思っていたが、高校卒業を前にして夢や仕事のことを考え、改めて映画やアニメを見たところ声優という仕事に興味を持つ。いきなり東京に出るのは怖かったので、まず地元である札幌の専門学校・札幌デザイナー学院のアニメ・マンガ学科に通い、その後半年間栃木県の工場に出稼ぎに行き、貯めたお金で上京。たまたま東京でのバイト先の先輩に「洋画の吹き替えもアニメもやりたい」と話した際に勧められたことがきっかけで、マウスプロモーションの養成所を受ける。
一時期、声優を辞めようと考えていたことがある。当時はコンスタントに仕事がなく「何でこんなことをやっているんだろう」と自分を見失い、声優の仕事から少し距離を取っていたが、養成所の生徒と会う機会があり、その声優に憧れキラキラした様子から、自分が声優を志したときの気持ちに立ち返ることができた。同時に、悪い意味で現場慣れをし、生半可な気持ちで仕事をしていた自分に気づき、声優という職業にもっと真剣に取り組んでいこうと決意した。2015年から主演・空木レンカ役を務めた『GOD EATER』のオーディションはその直後に受けたものであり、本人としても非常に思い入れの強いものとなっている。

### 人物
一男二女の三人兄弟の長男である。
旅行、豚のぬいぐるみ集め、家庭菜園、筋トレが趣味。運動は嫌いだが、その苦手なことに挑んでいる時間が好き。持っている資格は、書道の師範代。
自身の性格を一言でいうと、「恥ずかしがり屋」で、人前に出るのが好きなタイプではない。家で静かに本を読んでいるのが好き。
憧れる声優は、大塚明夫。スティーブン・セガールの「沈黙シリーズ」は洋画劇場で何度も観ており、マウスプロモーションの養成所を受ける際、大塚が所属する事務所だということで気合いが入った。声優を辞めようと悩んでいた時期にも「声をかけてくださって、とても頼りになる先輩」と語っている。
他にも、現場で気にかけてくれる頼りになる先輩として、同じマウスプロモーションのてらそままさきや大川透、小形満、他社では、よく話を聞いてもらう先輩として高木渉を挙げている。同世代では、同事務所の河西健吾とよく話す。『BORUTO』で共演したメンバーとも仲が良く、釣りやスキー、温泉に行ったりと作品を超えた付き合いもある。
2016年時のインタビューでは、今後やっていきたい仕事として、歌のステージに興味があると回答しているが、翌2017年にプロジェクト始動した音楽原作キャラクターラッププロジェクト『ヒプノシスマイク-Division Rap Battle-』では伊弉冉一二三役を務めている。

### 豚について
声優界随一の豚好き。普段から周囲の人間にも豚好きであることを公言している。食べるのも愛でるのも好きで、直筆のサインにも豚のイラストが取り入れられている。
マウスプロモーション製作のオリジナル短編アニメーション「マウスどうぶつえん」では、マウスプロモーション所属の声優がそれぞれ異なる動物を演じているが、木島が担当する動物は豚である（ブタのりゅういち）。
豚好きが高じて2019年から、豚をテーマにした初の冠番組『木島隆一のこのブタ野郎』をニコニコ動画にてスタートさせた。「豚になりたいんです」という本人の意向が尊重されこのタイトルとなった。
豚好きについて自身のSNSだけでなくゲスト出演したニコ生でネタにされるなど、自他ともに認める豚愛であるが、本人が「秘密」としているため、なぜそれほど豚好きになったのかは謎である。

## 出演
太字はメインキャラクター。

### テレビアニメ
2010年
- オオカミさんと七人の仲間たち（不良B、生徒B、生徒C）
- けいおん!!（夜店店主）
- 迷い猫オーバーラン!（四摩子の部下、ブルマ派生徒）

2011年
- ジェネレーター・レックス
- SKET DANCE（2011年 - 2012年、カメラマン、男子生徒）
- そふてにっ（赤玉中応援団）
- NARUTO -ナルト- 疾風伝（2011年 - 2017年、忍、朧、フー〈少年時代〉、タイゾウ、ミノイチ 他）
- ましろ色シンフォニー（男子生徒）

2012年
- アイカツ!（2012年 - 2016年、客、記者、スタッフB、クルー、三浦健司）
- 銀河へキックオフ!!（選手）
- 戦国コレクション（警官）
- Fate/Zero（死徒）
- めだかボックス（金）
- メタルファイト ベイブレード ZEROG（ブレーダーA、ブレーダーF、取り巻きB）

2013年
- 宇宙戦艦ヤマト2199（北野哲也、来島秀明、田熊猛、ルタン・ベスター 他多数）
- ガイストクラッシャー（隊員A）
- キルラキル（生徒B）
- サムライフラメンコ（男性D）
- ジュエルペット きら☆デコッ!（イケメンB）
- ジョジョの奇妙な冒険（吸血鬼H）
- ステラ女学院高等科C3部（お客B）
- ビーストサーガ（アルジャイロ）
- ビビッドレッド・オペレーション（パイロット、パイロットB、部員A、教師、軍人、管制官）

2014年
- アルドノア・ゼロ（2014年 - 2015年、パイロット、ロシア基地兵士、ゼブリン） - 2シリーズ / 2025年に総集編『アルドノア・ゼロ（Re+）』劇場上映
- 失われた未来を求めて（教師）
- キルラキル（風紀委員A）
- 金田一少年の事件簿R（客）
- 残響のテロル（アナウンサー〈男〉）
- 四月は君の嘘（2014年 - 2015年、男子生徒、主審、動物病院の医師）
- ジョジョの奇妙な冒険 スターダストクルセイダース（2014年 - 2015年、従業員、ゾンビB、SPW財団の男、男B） - 2シリーズ
- デュエル・マスターズ VS（2014年 - 2015年、カモD、V中野球部員C、レオザワルド、バトライ武神、ニンジャリバン 他）
- 東京ESP（SP）
- ドラゴンコレクション（町の人A）
- トリニティセブン（教師、男子生徒）
- のうりん（陸奥吾郎）
- グリザイアの果実（入巣正孝）
- ハナヤマタ（イベント参加者、係員）
- ハピネスチャージプリキュア!（中野先生、大輔、漫画家）
- ひめゴト（写真部員A、カメコD、ナンパ男B）
- ベイビーステップ（2014年 - 2015年、鈴木、西村浩司、ペドロ、ヒロキ、小ノ澤広）
- Fate/stay night [Unlimited Blade Works]（生徒）
- マジンボーン（キャスター、ウルーラ）
- メカクシティアクターズ（白服C）
- レディ ジュエルペット（プリンス・アルト）
- 少年ハリウッド -HOLLY STAGE FOR 49-（斉藤）

2015年
- アルスラーン戦記（2015年 - 2016年、兵士、パルス国民、ルッハーム、暗灰色の衣の尊師） - 2シリーズ
- うたわれるもの 偽りの仮面（モズヌの手下）
- 俺物語!!（尾安化高校顧問）
- 機動戦士ガンダム 鉄血のオルフェンズ（2015年 - 2016年、オーリス・ステンジャ、コーリス・ステンジャ）
- 銀魂゜（隊士B）
- グリザイアの楽園（敵2）
- 攻殻機動隊 ARISE ALTERNATIVE ARCHITECTURE（スナイパーA、兵士B）
- ゴッドイーター（2015年 - 2016年、空木レンカ）
- 純潔のマリア（騎士A）
- 食戟のソーマ（2015年 - 2018年、男子学生A、筋肉男E、中華料理講師、宮里隆夫、沢津橋 他） - 3シリーズ
- スタミュ（記者）
- すべてがFになる THE PERFECT INSIDER（渕田）
- ダイヤのA -SECOND SEASON-（剛田、有賀来人、春日、仙泉選手、観客、高見晃人、三村諒太、小林圭祐）
- デュエル・マスターズ シリーズ（2015年 - 2022年、エヴォル・ドギラゴン、燃える革命ドギラゴン、ドギラゴン剣、バイナラドア、ドクターDr、せんすいカンちゃん 他） - 8シリーズ
- デュラララ!!×2（2015年 - 2016年、ヨシキリ） - 3シリーズ
- ドラえもん（テレビ朝日版第2期）（隣の亭主）
- ハッカドール THE あにめ〜しょん（監督、男性ニュースキャスター、テツヤ（兄）、黒羽根、黒服）
- GON -ゴン-（リーダー）
- 落第騎士の英雄譚（男）

2016年
- Re:ゼロから始める異世界生活（2016年 - 2020年、青年団団長、地竜、討伐隊） - 2シリーズ / 2020年に第1期新編集版が放送
- アクティヴレイド -機動強襲室第八係-（機動隊A、秘書、犯人C）
- Occultic;Nine -オカルティック・ナイン-（石川、高校生）
- 境界のRINNE（テニス部員の霊）
- クラシカロイド（宅配業者）
- 紅殻のパンドラ（消防隊員C）
- 斉木楠雄のΨ難（2016年 - 2018年、畠山先生、横田邪我、斉藤邦夫、ジョン・小松、ジェイミー 他） - 2シリーズ
- 3月のライオン（棋士）
- ジョーカー・ゲーム（警察官）
- タイムトラベル少女〜マリ・ワカと8人の科学者たち〜（水城旬）
- チア男子!!（鍋島卓哉）
- DAYS（如月太狼）
- Dimension W（榊四十郎、神木四郎）
- 舟を編む（代理店）
- ブブキ・ブランキ（ブブキ警官、アナウンサー、警報アナウンス、リュイス・ガルシア） - 2シリーズ
- モンスターハンター ストーリーズ RIDE ON（ハンターA）
- WWW.WORKING!!（医者）

2017年
- 幼女戦記（ハラルド）
- 亜人ちゃんは語りたい（教師、体育教師）
- クズの本懐（森山武、中学生男子A）
- 風夏（小雪の父）
- BORUTO-ボルト- NARUTO NEXT GENERATIONS（2017年 - 2023年、ミツキ、就任式典職員、アカデミーの生徒達、ログ、キャメラマンさん 他）
- 有頂天家族2（岡崎の頭領、狸B、モブA）
- ツインエンジェルBREAK（男性1）
- 魔法陣グルグル（ローブ男、ヌシタ）
- カイトアンサ（タロー、山岳ウサギ）
- Infini-T Force（男〈通信〉）

2018年
- ソードアート・オンライン オルタナティブ ガンゲイル・オンライン（2018年 - 2024年、ピーター） - 2シリーズ
- ハイスコアガール（2018年 - 2019年、加藤） - 2シリーズ
- 転生したらスライムだった件（2018年 - 2024年、ギド） - 4シリーズ
- からくりサーカス（中田）
- ソードアート・オンライン アリシゼーション（ウンベール・ジーゼック）

2019年
- revisions リヴィジョンズ（警察官1）
- なむあみだ仏っ!-蓮台 UTENA-（文殊菩薩）
- ジョジョの奇妙な冒険 黄金の風（運転手）
- どろろ（しらぬい）
- うちの娘の為ならば、俺はもしかしたら魔王も倒せるかもしれない。（ボスコ）
- ありふれた職業で世界最強（2019年 - 2025年、坂上龍太郎） - 3シリーズ
- とある科学の一方通行（DA兵、隊員）
- トライナイツ（香常桐夜）
- 慎重勇者〜この勇者が俺TUEEEくせに慎重すぎる〜（司会神）

2020年
- ダーウィンズゲーム（ケーイチ）
- 『ヒプノシスマイク -Division Rap Battle-』Rhyme Anima（2020年 - 2023年、伊弉冉一二三） - 2シリーズ
- どうしても干支にはいりたい2（ブタ）
- 炎炎ノ消防隊 弐ノ章（刑事）

2021年
- バック・アロウ（コウ・チセン）
- 転生したらスライムだった件 転スラ日記（ギド）
- SDガンダムワールド ヒーローズ（シーザーレジェンドガンダム）
- 迷宮ブラックカンパニー（社畜2）
- 暗界神使（ケイ）

2022年
- リアデイルの大地にて（ケニスン、エクシズ）
- のりものまん モービルランドのカークン（ブルー）
- 天才王子の赤字国家再生術（ディメトリオ・アースワルド）

2023年
- The Legend of Heroes 閃の軌跡 Northern War（タック・イェンスキー）
- 魔王学院の不適合者 II 〜史上最強の魔王の始祖、転生して子孫たちの学校へ通う〜（ニギット）
- 老後に備えて異世界で8万枚の金貨を貯めます（スヴェン）
- うる星やつら (2022)（彼氏）
- 異世界でチート能力を手にした俺は、現実世界をも無双する〜レベルアップは人生を変えた〜（レイガー）
- ポーション頼みで生き延びます!（フェルナン）

2024年
- 外科医エリーゼ（アルバート）
- シャングリラ・フロンティア（歌う瘴骨魔）
- 忘却バッテリー（高須）

2025年
- 没落予定の貴族だけど、暇だったから魔法を極めてみた（アルブレビト）
- Aランクパーティを離脱した俺は、元教え子たちと迷宮深部を目指す。（ショウ、ラフーマ）
- ニンジャラ（ティル）
- Sランクモンスターの《ベヒーモス》だけど、猫と間違われてエルフ娘の騎士として暮らしてます（ジュリウス）
- 名探偵コナン（本宮健）
- SAKAMOTO DAYS（ヤナヤ・ツー）

### 劇場アニメ
2011年
- 劇場版 NARUTO -ナルト- ブラッド・プリズン（鬼灯城の看守）

2012年
- ストライクウィッチーズ 劇場版
- 図書館戦争 革命のつばさ

2013年
- 劇場版 魔法少女まどか☆マギカ[新編] 叛逆の物語（男子生徒）

2014年
- 宇宙戦艦ヤマト2199 星巡る方舟（北野哲也）
- 映画 ハピネスチャージプリキュア! 人形の国のバレリーナ（人形）
- BUDDHA2 手塚治虫のブッダ -終わりなき旅- （2014年）

2015年
- 攻殻機動隊 新劇場版（部下A）
- 心が叫びたがってるんだ。（清水）
- BORUTO -NARUTO THE MOVIE-（ミツキ）

2016年
- ねむれ思い子 空のしとねに（篠田ユキオ）

2017年
- 劇場版 Fate/stay night [Heaven's Feel] I・II（2017年 - 2019年、ニュースキャスター〈男〉 他） - 2作品

2019年
- 空の青さを知る人よ（新渡戸バンド ベース）

2021年
- 映画大好きポンポさん（アラン〈アラン・ガードナー〉）
- 宇宙戦艦ヤマト2205 新たなる旅立ち 前章 -TAKE OFF-（北野哲也）

2022年
- 宇宙戦艦ヤマト2205 新たなる旅立ち 後章 -STASHA-（北野哲也）

2024年
- ヤマトよ永遠に REBEL3199 第一章 黒の侵略（北野哲也）
- クレヨンしんちゃん オラたちの恐竜日記
- ヤマトよ永遠に REBEL3199　第二章 赤日の出撃（北野哲也）

2025年
- ヒプノシスマイク -Division Rap Battle-（伊弉冉一二三）

### OVA
2011年
- HELLSING（SS）

2014年
- 今際の国のアリス - コミックス第13巻DVD付き限定版
- ファンタジスタ ステラ（沢村雪之丞） - コミックス第8・9巻DVD付き限定版

2015年
- 翠星のガルガンティア

2016年
- 機動戦士ガンダム THE ORIGIN（2016年 - 2017年、学生）
- OVA スタミュ 第1巻（生徒たち）

2017年
- 宇宙戦艦ヤマト2202 愛の戦士たち（北野哲也）

2018年
- Re:ゼロから始める異世界生活 Memory Snow（青年団団長）
- ヤリチン☆ビッチ部（松村） - コミックス第3巻DVD付き限定版

### Webアニメ
- 月曜日のたわわ（2016年、男子生徒、配達員）
- BROTHERHOOD FINAL FANTASY XV（2016年、青年ランナー）
- ホイッスル!（ボイスリメイク版）（2016年、真田一馬[56]）
- マウスどうぶつえん（2017年 - 、ブタのりゅういち）
- A.I.C.O. Incarnation（2018年、ダイバーB、店員、レポーター、国会議員C）
- GOD EATER レゾなんとか劇場（2018年、レンカ）
- 斉木楠雄のΨ難 Ψ始動編（2019年、横田邪我）
- エロ◆ラバ（2019年、香澤平治[57]）
- マウスどうぶつえん名作劇場（2020年、ブタのりゅういち）
- Shenmue the Animation（2022年、陳貴章[58]）
- 大奥（2023年、杉下）
- BASTARD!! -暗黒の破壊神-（2023年、シェン・カー[59]）
- ライジングインパクト（2024年、マシュー・ダルシー[60]）

### ゲーム
2010年
- 剣と魔法と学園モノ。2G（マクスター、ドリィ、サタン）
- 剣と魔法と学園モノ。3（ジークムント、フェルパー・男）

2011年
- うみねこのなく頃に散 〜真実と幻想の夜想曲〜
- 侍道4

2012年
- 幻想水滸伝 紡がれし百年の時（セウ・ジン、ディロム・ランツェス）
- ファイアーエムブレム 覚醒（アズール）
- BLACK WOLVES SAGA - Bloody Nightmare -
- BLACK WOLVES SAGA - Last Hope -

2013年
- コール オブ デューティ ゴースト
- 真・女神転生IV
- メイプルストーリー（ゼノン 男）
- リネージュII（ルゴネス、メンタリングサポーター、運命の司祭)
- わんニャンペットショップ あこがれガールズコレクション（かずき店長）

2014年
- 新・世界樹の迷宮2 ファフニールの騎士（ハイ・ラガードの衛士）
- 流星☆ハレーション（五月昴）
- LEFT 4 DEAD -生存者たち-（工藤祐介）

2015年
- アウトディビジョン -刑徒隷僕区-（刃渡里力）
- 憂世ノ志士・憂世ノ浪士（坂本龍馬 / 沖田芳次郎 / 男主人公A） - 2作品
- ブレイドアンドソウル（ナノラナイ）
- 逆転オセロニア（2015年 - 2025年、狩猟の神・ウル、幻光竜・ルクセリオン）
- 戦国BASARA4 皇
- ファイアーエムブレムif（ラズワルド）
- ゴッドイーターリザレクション（プレイヤーボイス）

2016年
- いけにえと雪のセツナ（エンド、ラストボス）
- ヴィドッグ・コード（アヌビス）
- グランドサマーズ（蒼天護神ニース）
- エンドライド-X fragments-（エンダイブ）
- ガンダムジオラマフロント（一般兵）
- 真・女神転生IV FINAL（マナブ）
- なむあみだ仏っ!（文殊菩薩）
- レムリア 〜Strada Of Chain〜（アズールフェルト）
- オオカミ姫（終焉の神ルト・アッシュ、終焉の神エマ・アッシュ、終焉の神ムウ・アッシュ、終焉の神ベン・アッシュ）

2017年
- BLACK WOLVES SAGA - Weiβ und Schwarz -
- ファイアーエムブレム ヒーローズ（2017年 - 2023年、ラズワルド、アズール、ノール）
- NARUTO -ナルト- 疾風伝 ナルティメットストーム4 ROAD TO BORUTO（ミツキ）
- 仁王（新免武蔵）
- エアリエルレジェンズ（アトラス、モルドレッド）
- Horizon Zero Dawn（テブ）
- アカシックリコード（ロキ、フェンリル）
- イースVIII（クライオ）
- 神式一閃 カムライトライブ（シシ）
- 真・女神転生 DEEP STRANGE JOURNEY（タイラー）
- ドラゴンズドグマ：ダークアリズン
- グランドサマナーズ（ニース）
- NARUTO X BORUTO 忍者BORUTAGE（ミツキ）
- 地球防衛軍5（主人公A）
- 極三国-KIWAMI-（張苞）
- ファントムブレイド（フック）

2018年
- Caligula Overdose -カリギュラ オーバードーズ-
- クイズRPG 魔法使いと黒猫のウィズ（ハルヒコ・ホリカワ、ゴッドBヘッド）
- 斉木楠雄のΨ難 妄想暴走 Ψキックバトル（横田邪我）
- 鬼斬（大口真神）
- 東京プリズン（伊達一真）
- NARUTO TO BORUTO シノビストライカー（ミツキ）
- 百花標人伝アスカ（フ・カムイ）
- キャプテン翼ZERO 〜決めろ！ミラクルシュート〜（石橋陽介）
- JUDGE EYES:死神の遺言（セイヤ）

2019年
- 覇穹 封神演義 センカイクロニクル（張桂芳）
- エースコンバット7 スカイズ・アンノウン（ヴィト）
- サウザンドメモリーズ（黒焔の魔剱士セプス）
- 戦斧走破DASH（ブタのりゅういち）
- Choice×Darling-チョイダリ（間宮由紀夫）
- なむあみだ仏っ!-蓮台 UTENA-（文珠菩薩）
- ラストピリオド -終わりなき螺旋の物語-（エルク）
- クロス×ロゴス （ヴラディス）
- 熱血硬派くにおくん外伝 イカすぜ!小林さん（小林政男）
- イケメンヴァンパイア -偉人たちと恋の誘惑-（シャルル）
- 神様しばい（オーディン）
- SDガンダム GGENERATION CROSSRAYS（オーリス・ステンジャ、マイキャラクターボイス〈男性05〉、シグ・ウェドナー）
- NARUTO X BORUTO 忍者TRIBES（ミツキ）

2020年
- ヒプノシスマイク-Alternative Rap Battle-（伊弉冉一二三）
- ライフ イズ ストレンジ2（フィン）
- ファイナルファンタジーVII リメイク
- 白猫プロジェクト（クロタケ、シロタケ）
- 装甲娘（黒猫）
- SHOW BY ROCK!! Fes A Live（でゅらでゅら）
- キャプテン翼 RISE OF NEW CHAMPIONS（ゲルト・カイザー）
- 天地の如く（項羽）
- グラフィティスマッシュ（エクエス）
- 聖闘士星矢 ライジングコスモ（潮汐の守護者）
- A3!（外岡巧）
- WAR OF THE VISIONS ファイナルファンタジー ブレイブエクスヴィアス 幻影戦争（ガーブル）

2021年
- MAGLAM LOAD / マグラムロード（キルリザーク〈男〉）
- The Elder Scrolls Online（デストロン、旅団のヴィリア副隊長 他）
- ブラウンダスト（アイザック）
- タイムディフェンダーズ（ジークフリート）
- 転生したらスライムだった件〜魔王と竜の建国譚〜（ギド）
- 悪魔執事と黒い猫（ルカス・トンプシー）

2022年
- 刀剣乱舞-ONLINE-
- even if TEMPEST 宵闇にかく語りき魔女（メイル・ディアス）
- メイプルストーリー（バイパー 男）
- 地球防衛軍6（主人公A）
- ソウルハッカーズ2
- キャプテン翼〜たたかえドリームチーム〜（マドリッチ）
- シャドウバース（フレイムソルジャー、ハウリングデーモン、マリオネットダーリン）
- 聖闘士星矢 ライジングコスモ（杯座 水鏡）
- 機動戦士ガンダム 鉄血のオルフェンズG（オーリス・ステンジャ）
- パラレルトリップ（綾斗）

2023年
- 結合男子（源碧壱）
- エブリバディ 1-2-Switch!
- even if TEMPEST 連なるときの暁（メイル・ディアス）
- NARUTO X BORUTO ナルティメットストームコネクションズ（ミツキ）

2024年
- デュエル・マスターズ プレイス（エヴォル・ドギラゴン、燃える革命ドギラゴン、時の革命ミラダンテ、ガチャンコガチロボ 他）
- ユニコーンオーバーロード（オーバン）
- ドラゴンズドグマ 2（ラグナル）
- 剣と魔法と学園モノ。2G Remaster Edition（マクスター、ドリィ、サタン）
- 戦国ブシドー〜大野望の巻〜（竹中半兵衛）
- 呪術廻戦 ファントムパレード（朧絶に生み出された呪霊達）
- 北海道連鎖殺人 オホーツクに消ゆ 〜追憶の流氷・涙のニポポ人形〜（直太朗）
- バトルスピリッツクロスオーバー（頂埜イチカ）

### ドラマCD
- JIHAI〜磁海〜comic movie FRONT ZERO（2010年、議員A、兵士1）
- シェルノサージュ〜失われた星へ捧ぐ詩〜（2012年、ルクス）[90]
- 最遊記異聞 第壱巻（2012年、三蔵法師）
- アイドルプリテンダー（2013年） - チャンピオンREDいちごVol.36付録
- 俺様ティーチャー（2013年、東校生）
- 逆転裁判5 〜逆転のアニマルサーカス!?〜（2013年、団員2）
- ファイアーエムブレム 覚醒 ドラマCD Vol.3 「絶望の未来編 追憶のフューチャー・レクイエム」（2013年、アズール）
- ファイアーエムブレム 覚醒 ドラマCD Vol.4 「異界の絆編 捜索のドリーミング・ティアラ」（2014年、アズール）
- 流星☆ハレーション〜Smile Vacation vol.1〜2（2014年、五月昴）
- エビアンワンダーコンプリート（2014年）※完全版付属CD
- 紅茶王子（2015年、生徒会 他） - 桜の花の紅茶王子 第4巻ドラマCD付初回限定版
- ファイアーエムブレムif 暗夜王国 ドラマCDシリーズ カムイ誕生日編 波乱のマイキャッスル（2016年、ラズワルド）
- ファイアーエムブレムif 暗夜王国 ドラマCDシリーズ 北の城塞編 レオンとマークスの対立（2016年、ラズワルド）
- ラストゲーム（2016年、神父） - 第11巻ドラマCD付特装版
- MAUSU THEATER
- ヒプノシスマイク-Division Rap Battle-（2017年 - 、伊弉冉一二三）
- 大奥（2017年、角南重郷）
- アオハルアイロニー（2018年、国領冬真）
- 劇場版 Fate/stay night [Heaven's Feel] II.lost butterfly Original Drama CD「インタビュー 未推敲 掲載予定なし」（2019年、先生）
- 神さましばい（2019年、オーディン）
- 鬼滅の刃（2020年、鬼殺隊士） Blu-ray&DVD第7巻特典CDオリジナルドラマ「嘴平伊之助の力比べ」
- ダーウィンズゲーム（2020年、ケーイチ） Blu-ray&DVD第3巻特典CD「頼れるぜ!エイスの中間管理職」
- イケメンヴァンパイア◆偉人たちと恋の誘惑 シチュエーションCD 3rd Season〜シャルル＝アンリ・サンソン編〜（2021年、シャルル）

### BLCD
- LYNX CD COLLECTION 終わりなき夜の果て（2010年）
- 兄弟の事情2 恋人の事情（2012年）
- ぬるくなるまで待って（2014年）
- チョコストロベリーバニラ（2014年）
- デビルズハニー（2014年、上松）
- 抱かれたい男1位に脅されています。（2015年、俳優）
- くちづけは嘘の味2（2015年、三木本）
- 抱かれたい男1位に脅されています。3（2016年、北野かずき）
- 私とあなたの馴染みの関係（2016年）
- 起きて最初にすることは（2016年、公崇の元彼氏）
- prologue Traeumerei -プロローグ トロイメライ-（2016年、ミハエル）
- Multiple triangles -マルチプルトライアングルス-（2017年）
- テンカウント5（2017年）
- 抱かれたい男1位に脅されています。4（2018年、北野かずき）
- 恋する鉄面皮（2019年、富田恵）
- オオカミくんはこわくない（2019年、獅子堂王我）
- サハラの黒鷲（2019年、グラン）
- かわいくない兄貴を喘がす方法（2019年、高橋壮司）
- 僕らの恋と青春のすべて case:04 保健室の僕ら（2019年、渋澤要）
- なまいきな弟を愛おしむ方法（2019年、高橋壮司）
- サラブレッドはなびかない（2020年、獅子堂王我）
- ラブミー・ラブマイドッグ（2020年、本河）
- サハラの黒鷲2 sideアルキル（2020年、グラン）
- 24時間オチないKISS（2021年、滝沢了）
- 僕らの恋と青春のすべて 保健室の僕ら ドラマCD付特装版「おばけなんてこわくない」（2021年、渋澤要）
- 僕らの恋と青春のすべて case:05 選挙戦の僕ら（2021年、渋澤要）
- 壬生の番い（2022年、土方歳三）
- 壬生の番い 下巻 ドラマCD付特装版「ネコの手も借りたいネズミ退治」（2022年、土方歳三）
- 僕らの恋と青春のすべて case:06 修学旅行の僕ら（2022年、渋澤要）

### 吹き替え

#### 映画
- フットルース 夢に向かって（2011年、ラッセル、ボビー）
- THE GREY 凍える太陽（2012年、ウェンデル〈ジェームズ・バッジ・デール〉）
- ピラニア リターンズ（2012年、バリー [91]〈マット・ブッシュ〉）
- ネイビーシールズ: チーム6（2012年、トレンチ〈フレディ・ロドリゲス〉）
- アンネの追憶（2012年）
- ビューティフル・クリーチャーズ 光と闇に選ばれし者（2013年、イーサン〈オールデン・エアエンライク〉）
- 陰謀のスプレマシー（2013年、ナビル 〈イェッセン・ファデル〉）
- マン・オブ・スティール（2013年、ブレイバーマン〈ローウェン・カーン〉）
- 泣く男（2014年、ジョン・リー〈キム・ジュンソン〉）
- ティーン・ビーチ・ムービー（2014年、ラグナット〈ウィリアム・T・ロフティス〉）
- コードネーム U.N.C.L.E.（2015年）
- マッド・ナース（2015年、ジョン・ローガン〈ボリス・コジョー〉）
- ザ・ブリザード（2016年）
- その女諜報員 アレックス（2016年）
- ゴーストバスターズ（2016年）
- デッドプール（2016年）
- ビバリーヒルズ・コップ（2016年、※Netflix版）
- 幸せをつかむ歌（2016年、ジョシュ〈セバスチャン・スタン〉）
- ホワイトガール（2016、ブルー〈ブライアン・”シーン”・マーク〉）
- ヘルウィーク （2017、ズーリック・コンドル〈トレヴァー・ジャクソン〉）
- デトロイト（2018年、デメンス〈ジャック・レイナー〉）
- 失くした体（2019年、ナオフェル）
- ゲット・デュークト!（2020年、DJビートルート）
- ヘル・レイザー（2022）（2022年、マット）

#### ドラマ
- 刑事トム・ソーン2 臆病な殺人者（2011年、パヴェル）
- グレイズ・アナトミー7（2011年、カイル、セフ、ミッチ）
- アンフォゲッタブル 完全記憶捜査（2012年-2014年）
- PAN AM/パンナム（2012年、サム）
- プライベート・プラクティス4（2012年、パトリック）
- iCarly（トム・ヒゲンソン）
- ボディ・オブ・プルーフ2 死体の証言（2012年）
- TOUCH/タッチ
- HAWAII FIVE-0
  - シーズン4 #10（ケンジ・トリヤマ）
  - シーズン5 #8（トラヴィス）
- グレイズ・アナトミー11〜（レギュラー出演中）（2015年-、アンドリュー・デルーカ〈ジャコモ・ジャンニオッティ〉）
- スクリーム（TVシリーズ）（2015年、ウィル〈コナー・ワイル〉）
- Crazy Ex Girlfriend（2015年-2019年、ホワイト・ジョシュ〈デビッド・ハル〉）
- VINYL‐ヴァイナル- Sex,Drugs,Rock'n'Roll&NY（2016年、キップ・スティーヴンス〈ジェームズ・ジャガー〉）
- エレメンタリー ホームズ&ワトソン in NY（2016年、ドリアン・モール〈ジェファーソン・ホワイト〉）
- 雲が描いた月明り（2016年、キム・ビョンヨン〈クァク・ドンヨン〉）
- ビリオンズ（2016年-2020年）
- Girlboss ガールボス（2017年、ネイサン〈コール・エスコラ〉）
- ラスト・キングダム（2018年、オスフェルス）
- ブリティッシュ ベイクオフ シーズン10（2023年、デヴィッド）
- ワイルドカード〜捜査バディは天才詐欺師!?〜（2024年、コール・エリス〈ジャコモ・ジャンニオッティ〉[92]）

#### アニメ
- ネクスト・アベンジャーズ: 未来のヒーローたち（フランシス・バートン / ホークアイ）※ディズニーXD版
- RWBY（ブロンズ・ニー/セージ・アヤナ）
- ジュラシック・ワールド/サバイバル・キャンプ（カッシュ）
- 百妖譜（2024年、賀山）

### ナレーション
- TOKYO MX GOD EATER EXTRA
- ＫダブシャインのHIPHOPカレッジ
- PlayStation Video
- Vocalist〜夏のコイウタ〜
- M-ON! SPECIAL「INI」Vol.1、Vol.2
- M-ON! SPECIAL「OCTPATH」Vol.1、Vol.2
- M-ON! SPECIAL「OCTPATH」〜Perfect〜
- M-ON! SPECIAL「OCTPATH」〜Showcase〜
- M-ON! SPECIAL「JO1」〜EQUINOX〜
- V.I.P. ーSaucy Dogー 〜『ニューゲート』 SPECIAL〜
- DKB The 2nd FanConcert in Japan 2024 -Radiance- Live＆Documentary
- E'LAST特番▼Live＆Documentary

### ラジオ
※はインターネット配信。
- レンカとヒバリとリッカのフェンリル広報部（2015年 - 2016年、音泉※）[93]
- 白井悠介・木島隆一 ふたりのせかい（2020年 - 2021年、マンガPark※）
- マグラムロード 絶滅危惧ラジオ（2020年 - 2021年、音泉※）
- 木島隆一のらしんばんラジオ（2021年） - 3月パーソナリティ

### ラジオCD
- レンカとヒバリとリッカのフェンリル広報部Vol.1

### オーディオブック
- 電子の星 池袋ウエストゲートパーク〈4〉（波多野秀樹、園部照信）
- 反自殺クラブ 池袋ウエストゲートパーク〈5〉（大浦秀光）
- 灰色のピーターパン 池袋ウエストゲートパーク〈6〉（大山翔太、菅沼真治、瀧沢武彦）
- Gボーイズ冬戦争 池袋ウエストゲートパーク〈7〉（池内寛人）
- ドラゴン・ティアーズ 龍涙 池袋ウエストゲートパーク〈9〉（波多野秀樹）
- 真智の火のゆくえ（松川[94]）
- 流浪の月（2023年、中瀬亮[95]）

### 映像番組
※はインターネット配信。
- 木島隆一のこのブタ野郎（2019年 -  2025年、ニコニコ生放送※）[17]
- 木島隆一・河西健吾の好奇心研究所（2020年 - 2021年、ニコニコ生放送※）
- オールナイト声優フジ -ALLNIGHT SAY YOU FUJI- 3夜 (2021年、フジテレビTWO※）
- 伊東健人・木島隆一の2人カラオケ（2021年 - 、YouTube※）
- 松丸亮吾の謎解き予備校（2022年、ひかりTV※）

### デジタルコミック
- VOMIC 青の祓魔師（2010年、奥村雪男、家族D）
- Beeマンガ 主に泣いてます（2012年、柳さん）
- UULA バッファロー5人娘（2013年、キース[96]）
- 僕だけのα（2022年、国峰真紘）
- スモークブルーの雨のち晴れ（2023年、吾妻朔太郎）

### 映像商品
- 愛と勇気の25周年記念 ファイアーエムブレム祭 DVD[97]
- ヒプノシスマイク-Division Rap Battle- 1st FULL ALBUM「Enter the Hypnosis Microphone」初回限定LIVE盤（2019年4月24日）
- ヒプノシスマイク -Division Rap Battle-4th LIVE@オオサカ《Welcome to our Hood》（2020年3月25日）
- ヒプノシスマイク-Division Rap Battle- 5th LIVE＠AbemaTV《SIX SHOTS UNTIL THE DOME》（2020年8月19日）
- ヒプノシスマイク -Division Rap Battle- 6th LIVE 2ndD.R.B 1st Battle・2nd Battle・3rd Battle（2021年7月14日）
- 声優ボウリングランプリ7（2021年9月17日）
- ヒプノシスマイク -Division Rap Battle- 7th LIVE SUMMIT OF DIVISIONS（2021年12月15日）
- ヒプノシスマイク -Division Rap Battle- 8th LIVE CONNECT THE LINE to 麻天狼（2023年3月15日）
- ヒプノシスマイク -Division Rap Battle- 9th LIVE ≪ZERO OUT≫（2024年3月6日）
- 幻調乱歩1「幻燈の獏」（2024年9月2日）
- ヒプノシスマイク -Division Rap Battle- 10th LIVE ≪LIVE ANIMA≫（2025年1月22日）

### 宣伝映像（CM・PV）
- アニメ化企画進行中!?（2012年、天崎陸登）
- プラネタリウム番組　戦場に輝くベガ〜約束の星を見上げて（2014年、ナレーション）
- のけもの王子とバケモノ姫 音声付きスペシャルPV（2019年、シュウ）[98]
- ヒプノシスマイク -Division Rap Battle- side F.P & M  1巻 CD付き限定版 PV（2019年、伊弉冉一二三）[99]
- リネージュIIレボリューション［ファミ通APP］テレビCM
- PlayStation Video
- T.Oが北前船寄港地に行ってみた（あお編・小樽）
- 税金で買った本（2022年、石平紀一）
- 猫が如く（2023年、先輩ヤクザA[100]）
- オカルトジャーニー（2024年、浅井）
- 最強勇者パーティーは愛が知りたい（2024年、イツカ・ダイホーマ）
- 青春のやり直しは異世界で～死神は俺のことが好きすぎる～（2024年、タナトス[101]）

### 舞台
- 第38回ギャラクシー賞奨励賞受賞アトリエッジ作品「流れる雲よ」
- マウスプロモーション公演「是名優哉」
- 朗読劇「南総里見八犬伝」
- 朗読劇 若葉の会vol.27「シッポの娘・最後のお便り」
- numan編集部イベントvol.1 朗読劇「親しき仲にはゲームあり!? 〜numan編集部の場合〜」
- 朗読劇 ★KIRAKIRA VOICE LAND VOL.15★ 「LOVE×LETTERS」
- マチ★アソビ vol.22 朗読ライブ「一つの街の物語」
- NARUTO to BORUTO THE LIVE 2019
- 朗読劇「てだれもんら」
- 朗読劇「新宿RUMBLE FISH」
- 朗読劇「隣人おとぎ注意報」
- 朗読劇「第七兆五億二千万五十九回 仏会議」
- 朗読劇「罪と罰」
- 朗読劇「晴れのち四季部」
- 朗読劇「エンドレス・ボヤージュ〜明日への脱出〜」
- 朗読劇「エンドレス・ボヤージュ〜後悔への航海〜」
- 朗読劇「僕のAIルク」第3弾
- 声のプロフェッショナルが奏でるリーディングシェイクスピア「マクベス」
- 朗読で描く海外名作シリーズ　音楽朗読劇 「レ・ミゼラブル」
- 幽玄朗読舞 「KANAWA」
- 「Story Teller（Terror） 朗読・謎」
- 声優朗読劇フォアレーゼン〜伊香保幻視譚〜[102]
- 声優朗読劇フォアレーゼン〜ヘンデル一代記〜
- 声優朗読劇フォアレーゼン〜ルクレールの暗殺〜
- 江戸川乱歩の世界 朗読劇「幻燈の獏」
- Story Teller 朗読・グリム -シュヴァルツヴァルトの赤ずきん-
- 声優朗読劇フォアレーゼン〜無頼〜
- 幽玄朗読舞「SEIMEI〜道成寺伝説より〜」
- 声優朗読劇フォアレーゼン〜フィガロの結婚〜
- 朗読劇「城崎プレリュード」
- 朗読劇「神血の救世主」
- 朗読劇『ドリアン・グレイの肖像』
- 朗読劇「星降る街」2023
- 朗読劇「革命への行進曲 モーツァルトVS検閲官」
- 朗読劇「城崎プレリュード」再演
- 朗読劇「チェイサーゲームvol.2」
- 声優朗読劇フォアレーゼン〜対決〜
- 朗読劇「はなしぐれ」[103]
- 朗読劇「ロスト・バナナ・ナイツ」[104]
- 朗読劇「坂道のアポロン」
- マウスプロモーション50周年記念公演「ぼくの好きな先生」[105]
- 江戸川乱歩朗読劇「幻調乱歩大系」[106]
- eeo Stage reading 朗読劇「はなしぐれ」2025[107]
- 朗読劇「俺だけ最強超越者」

### その他コンテンツ
- ぬまてれ☆〜キミのハートにダイレクトマーケティング〜（VTuber、佐伯圭介）
- PRINCE of MONSTERS〜魔界塔からの脱出〜（ボイスドラマ、フラーケン）
- 恋シチュ「遠距離だからこそ」（2019年、アニメBeans）
- いましちゅメッセージ動画（2019年、アニメBeans）
- FLOW//RIDER（2020年 - 、巴志葉翼）
- よみほぐASMR「しあわせの王子」（2021年、朗読）
- WorldMuseum「夏の星座を巡る星の旅」（2021年、ナレーション）
- よみほぐASMR「はだかの王様」（2021年、朗読）
- 連載コラム「一筆啓上」（2022年 - ）
- V系戦隊エクスキューショナー（2023年、バルベリト）
- ありふれた職業で世界最強 ボイスドラマ（2024年 - 2025年、坂上龍太郎）

## ディスコグラフィ

### キャラクターソング
| 発売日   | 商品名                                                                      | 歌                                                                                       | 楽曲 | 備考                                                                                |
| 2015年   | 2015年                                                                      | 2015年                                                                                   | 2015年 | 2015年                                                                              |
| -------- | --------------------------------------------------------------------------- | ---------------------------------------------------------------------------------------- | --- | ----------------------------------------------------------------------------------- |
| 9月16日  | 心が叫びたがってるんだ。オリジナルサウンドトラック                          | 少女［仁藤菜月（雨宮天）］、街の人々                                                     | 「word word word」 | 劇場アニメ『心が叫びたがってるんだ。』劇中歌                                        |
| 9月16日  | 心が叫びたがってるんだ。オリジナルサウンドトラック                          | 少女（心の声）［成瀬順（水瀬いのり）］、玉子［田崎大樹（細谷佳正）］、世界の人々         | 「心が叫びだす」 | 劇場アニメ『心が叫びたがってるんだ。』劇中歌                                        |
| 2017年   |                                                                             |                                                                                          | |                                                                                     |
| 2月24日  | チア男子!! 第6巻特装限定版特典 SPECIAL CD                                   | 鍋島卓哉（木島隆一）、鍋島卓巳（弓原健史）、陳子軒（文曄星）                             | 「PRICELESS DAYS」 | テレビアニメ『チア男子!!』関連曲                                                    |
| 12月6日  | 麻天狼-音韻臨床-                                                            | 伊弉冉一二三（木島隆一）                                                                 | 「シャンパン ゴールド」 | キャラクターCD『ヒプノシスマイク』関連曲                                            |
| 2018年   |                                                                             |                                                                                          | |                                                                                     |
| 7月18日  | Fling Posse VS 麻天狼                                                       | Fling Posse、麻天狼                                                                      | 「BATTLE BATTLE BATTLE」 | キャラクターCD『ヒプノシスマイク』関連曲                                            |
| 7月18日  | Fling Posse VS 麻天狼                                                       | 麻天狼                                                                                   | 「Shinjuku Style 〜笑わすな〜」 | キャラクターCD『ヒプノシスマイク』関連曲                                            |
| 11月14日 | MAD TRIGGER CREW VS 麻天狼                                                  | MAD TRIGGER CREW、麻天狼                                                                 | 「DEATH RESPECT」 | キャラクターCD『ヒプノシスマイク』関連曲                                            |
| 11月14日 | MAD TRIGGER CREW VS 麻天狼                                                  | 麻天狼                                                                                   | 「Shinjuku Style 〜笑わすな〜（Nerve Rackin' remix）」 | キャラクターCD『ヒプノシスマイク』関連曲                                            |
| 11月30日 | アオハルアイロニー バラエティCD 文化祭編                                    | 中河原春臣（熊谷健太郎）、北野夏生（野上翔）、高井戸登（小野友樹）、国領冬真（木島隆一） | 「STORIA」 | キャラクターCD『アオハルアイロニー』関連曲                                          |
| 2019年   |                                                                             |                                                                                          | |                                                                                     |
| 2月27日  | The Champion                                                                | 麻天狼                                                                                   | 「The Champion」 | キャラクターCD『ヒプノシスマイク』関連曲                                            |
| 4月17日  | ポプテピピック ALL TIME BEST 2                                              | ポプ子（伊東健人）、ピピ美（木島隆一）                                                   | 「風船飛行」 | テレビアニメ『ポプテピピック』エンディングテーマ                                    |
| 4月17日  | ポプテピピック ALL TIME BEST 2                                              | ポプ子（伊東健人）、ピピ美（木島隆一）                                                   | 「Bansaku neender」 「ポプ子にソース」 | テレビアニメ『ポプテピピック』挿入歌                                                |
| 4月24日  | Enter the Hypnosis Microphone                                               | Division All Stars                                                                       | 「Hoodstar」 「ヒプノシスマイク -Division Rap Battle-」 「ヒプノシスマイク -Division Battle Anthem-」                                                          | キャラクターCD『ヒプノシスマイク』関連曲                                            |
| 4月24日  | Enter the Hypnosis Microphone                                               | 麻天狼                                                                                   | 「パピヨン」 | キャラクターCD『ヒプノシスマイク』関連曲                                            |
| 6月25日  | ヒプノシスマイク -Division Rap Battle- side F.P & M 第1巻限定版特典CD       | 伊弉冉一二三（木島隆一）、観音坂独歩（伊東健人）                                         | 「Wrap&Rap 〜3分バイブスクッキング〜」 | キャラクターCD『ヒプノシスマイク』関連曲                                            |
| 9月5日   | ヒプノシスマイク -Alternative Rap Battle-                                   | Division All Stars                                                                       | 「ヒプノシスマイク -Alternative Rap Battle-」 | ゲーム『ヒプノシスマイク -Alternative Rap Battle-』主題歌                           |
| 2020年   |                                                                             |                                                                                          | |                                                                                     |
| 3月25日  | 麻天狼 -Before The 2nd D.R.B-                                               | 伊弉冉一二三（木島隆一）                                                                 | 「パーティーを止めないで」 | キャラクターCD『ヒプノシスマイク』関連曲                                            |
| 7月17日  | Survival of the Illest                                                      | Division All Stars                                                                       | 「Survival of the Illest」 | ゲーム『ヒプノシスマイク -Alternative Rap Battle-』オープニングテーマ               |
| 9月2日   | ヒプノシスマイク-Division Rap Battle- Official Guide Book 初回限定版特典CD  | Division All Stars                                                                       | 「SUMMIT OF DIVISIONS」 | キャラクターCD『ヒプノシスマイク』関連曲                                            |
| 11月1日  | HYPSTER'S LIMITED                                                           | Division All Stars                                                                       | 「ヒプノシスマイク -Division Rap Battle- +」 「ヒプノシスマイク -Division Battle Anthem- +」 「ヒプノシスマイク(D.R.B vs D.B.A)+ HYPSTER MASHUP by TeddyLoid」 | キャラクターCD『ヒプノシスマイク』関連曲                                            |
| 2021年   |                                                                             |                                                                                          | |                                                                                     |
| 1月13日  | Straight Outta Rhyme Anima                                                  | Division All Stars                                                                       | 「ヒプノシスマイク -Rhyme Anima-」 | テレビアニメ『ヒプノシスマイク-Division Rap Battle-』Rhyme Animaオープニングテーマ  |
| 1月13日  | Straight Outta Rhyme Anima                                                  | Division All Stars                                                                       | 「絆」 | テレビアニメ『ヒプノシスマイク-Division Rap Battle-』Rhyme Animaエンディングテーマ  |
| 1月13日  | Straight Outta Rhyme Anima                                                  | Division All Stars                                                                       | 「Rhyme Anima's Mixtape」 | テレビアニメ『ヒプノシスマイク-Division Rap Battle-』Rhyme Anima劇中RAP             |
| 1月13日  | Straight Outta Rhyme Anima                                                  | 麻天狼                                                                                   | 「WELCOME U」 「Fallin'」 | テレビアニメ『ヒプノシスマイク-Division Rap Battle-』Rhyme Anima劇中RAP             |
| 1月13日  | Straight Outta Rhyme Anima                                                  | Fling Posse、麻天狼                                                                      | 「D.R.B Rhyme Anima -2nd Battle- Fling Posse VS 麻天狼」 | テレビアニメ『ヒプノシスマイク-Division Rap Battle-』Rhyme Anima劇中RAP             |
| 1月13日  | Straight Outta Rhyme Anima                                                  | MAD TRIGGER CREW、麻天狼                                                                 | 「D.R.B Rhyme Anima -Final Battle- MAD TRIGGER CREW VS 麻天狼」                                                                                                | テレビアニメ『ヒプノシスマイク-Division Rap Battle-』Rhyme Anima劇中RAP             |
| 3月10日  | Bad Ass Temple VS 麻天狼                                                    | Bad Ass Temple、麻天狼                                                                   | 「Light & Shadow」 | キャラクターCD『ヒプノシスマイク』関連曲                                            |
| 3月10日  | Bad Ass Temple VS 麻天狼                                                    | 麻天狼                                                                                   | 「TOMOSHIBI」 | キャラクターCD『ヒプノシスマイク』関連曲                                            |
| 4月23日  | ヒプノシスマイク -Glory or Dust-                                            | Division All Stars                                                                       | 「ヒプノシスマイク -Glory or Dust-」 | キャラクターCD『ヒプノシスマイク』関連曲                                            |
| 6月18日  | Survival of the Illest +                                                    | Division All Stars                                                                       | 「Survival of the Illest +」 | ゲーム『ヒプノシスマイク -Alternative Rap Battle-』オープニングテーマ               |
| 7月16日  | Hang out!                                                                   | Division All Stars                                                                       | 「Hang out!」 | ゲーム『ヒプノシスマイク -Alternative Rap Battle-』主題歌                           |
| 9月8日   | Buster Bros!!! VS 麻天狼 VS Fling Posse                                     | Buster Bros!!!、麻天狼、Fling Posse                                                      | 「SHOWDOWN」 | キャラクターCD『ヒプノシスマイク』関連曲                                            |
| 9月8日   | Buster Bros!!! VS 麻天狼 VS Fling Posse                                     | Division All Stars                                                                       | 「Hoodstar +」 「2nd D.R.B NON-STOP DIVISION MIX」 | キャラクターCD『ヒプノシスマイク』関連曲                                            |
| 2022年   |                                                                             |                                                                                          | |                                                                                     |
| 6月15日  | CROSS A LINE                                                                | Division All Stars                                                                       | 「CROSS A LINE」 | キャラクターCD『ヒプノシスマイク』関連曲                                            |
| 6月15日  | CROSS A LINE                                                                | Division All Stars                                                                       | 「ヒプノシスマイク -Division Rap Battle- ＋」 | キャラクターCD『ヒプノシスマイク』関連曲                                            |
| 6月15日  | CROSS A LINE                                                                | 麻天狼                                                                                   | 「シンクロ・シティ」 | キャラクターCD『ヒプノシスマイク』関連曲                                            |
| 6月15日  | CROSS A LINE                                                                | Division All Stars                                                                       | 「ヒプノシスマイク -Division Battle Anthem- ＋」 | キャラクターCD『ヒプノシスマイク』関連曲                                            |
| 6月15日  | CROSS A LINE                                                                | Division All Stars                                                                       | 「ヒプノシスマイク -Glory or Dust-」 | キャラクターCD『ヒプノシスマイク』関連曲                                            |
| 6月15日  | CROSS A LINE                                                                | Division All Stars                                                                       | 「Hoodstar ＋」 | キャラクターCD『ヒプノシスマイク』関連曲                                            |
| 6月15日  | CROSS A LINE                                                                | Division All Stars                                                                       | 「SUMMIT OF DIVISIONS」 | キャラクターCD『ヒプノシスマイク』関連曲                                            |
| 6月15日  | CROSS A LINE                                                                | Division All Stars                                                                       | 「Survival of the Illest +」 | キャラクターCD『ヒプノシスマイク』関連曲                                            |
| 6月15日  | CROSS A LINE                                                                | 伊弉冉一二三（木島隆一）、観音坂独歩（伊東健人）                                         | 「Wrap&Rap 〜３分バイブスクッキング〜」 | キャラクターCD『ヒプノシスマイク』関連曲                                            |
| 6月15日  | CROSS A LINE                                                                | Division All Stars                                                                       | 「Hang out!」 | キャラクターCD『ヒプノシスマイク』関連曲                                            |
| 8月25日  | ヒプノシスマイク -Division Rap Battle- side F.P & M＋ 第3巻限定版特典CD     | 伊弉冉一二三（木島隆一）、観音坂独歩（伊東健人）                                         | 「HOT GAME」 | キャラクターCD『ヒプノシスマイク』関連曲                                            |
| 2023年   |                                                                             |                                                                                          | |                                                                                     |
| 8月23日  | The Block Party -HOODs-                                                     | 伊弉冉一二三（木島隆一）、with HOODs                                                     | 「ポジティブ my life」 | キャラクターCD『ヒプノシスマイク』関連曲                                            |
| 9月20日  | ヒプノシスマイク-Division Rap Battle- Official Guide Book+ 初回限定版特典CD | Division All Stars                                                                       | 「Hypnotic Summer」 | キャラクターCD『ヒプノシスマイク』関連曲                                            |
| 9月20日  | ヒプノシスマイク-Division Rap Battle- Official Guide Book+ 初回限定版特典CD | Division All Stars                                                                       | 「絆 +」 | キャラクターCD『ヒプノシスマイク』関連曲                                            |
| 2024年   |                                                                             |                                                                                          | |                                                                                     |
| 1月10日  | Welcome 2 Rhyme Anima +                                                     | Division All Stars                                                                       | 「RISE FROM DEAD」 | テレビアニメ『ヒプノシスマイク-Division Rap Battle-』Rhyme Anima+オープニングテーマ |
| 1月10日  | Welcome 2 Rhyme Anima +                                                     | 麻天狼                                                                                   | 「Dive in」 | テレビアニメ『ヒプノシスマイク-Division Rap Battle-』Rhyme Anima+劇中RAP            |
| 1月10日  | Welcome 2 Rhyme Anima +                                                     | Fling Posse、麻天狼                                                                      | 「FIGHTER’S ROAD」 | テレビアニメ『ヒプノシスマイク-Division Rap Battle-』Rhyme Anima+劇中RAP            |
| 1月10日  | Welcome 2 Rhyme Anima +                                                     | スクーロ（阿座上洋平）、Division All Stars -2nd Team-                                    | 「BATTLE ANIMA＋03」 | テレビアニメ『ヒプノシスマイク-Division Rap Battle-』Rhyme Anima+劇中RAP            |
| 1月10日  | Welcome 2 Rhyme Anima +                                                     | 開闢門鬼哭（鈴木達央）、Division All Stars                                               | 「RELIEVE」 | テレビアニメ『ヒプノシスマイク-Division Rap Battle-』Rhyme Anima+劇中RAP            |
| 1月10日  | Welcome 2 Rhyme Anima +                                                     | Division All Stars                                                                       | 「Next Stage」 | テレビアニメ『ヒプノシスマイク-Division Rap Battle-』Rhyme Anima+エンディングテーマ |
| 9月18日  | .麻天狼                                                                     | 伊弉冉一二三（木島隆一）                                                                 | 「始まりのラストソング」 | キャラクターCD『ヒプノシスマイク』関連曲                                            |
| 10月4日  | ヒプノシスマイク -Dream Rap Battle-                                         | Division All Stars                                                                       | 「ヒプノシスマイク -Dream Rap Battle-」 | ゲーム『ヒプノシスマイク -Dream Rap Battle-』主題歌                                 |
| 11月29日 | for DJ's                                                                    | Division All Stars                                                                       | 「for DJ's」 | ゲーム『ヒプノシスマイク - Alternative Rap Battle - 1st period』主題歌              |

### その他参加楽曲
| 発売日         | 商品名                | 歌       | 楽曲                   | 備考                                |
| -------------- | --------------------- | -------- | ---------------------- | ----------------------------------- |
| 2019年11月30日 | MAUSU THEATER Vol.040 | 木島隆一 | 「Green Land Scape」   | 「MAUSU THEATER Vol.040」Music Part |
| 2024年3月30日  | MAUSU THEATER Vol.084 | 木島隆一 | 「Memories go around」 | 「MAUSU THEATER Vol.084」Music Part |